# Eva Demski

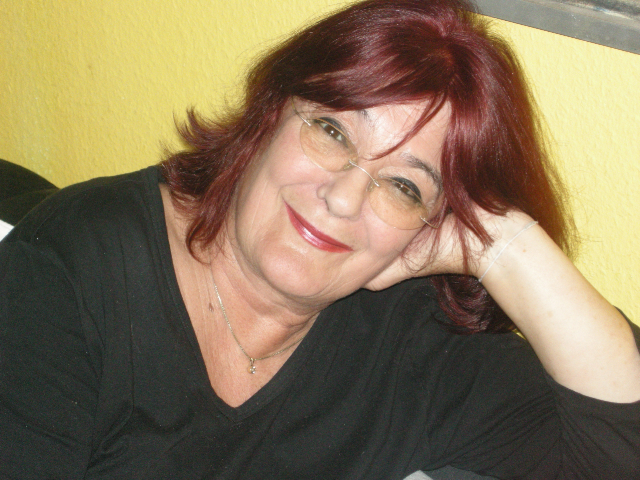
Eva Demski (2009)

Eva Demski (* 12. Mai 1944 als Eva Katrin Küfner in Regensburg) ist eine deutsche Schriftstellerin.

## Leben
Eva Demski, die Tochter des Bühnenbildners Rudolf Küfner, verbrachte ihre Kindheit in Regensburg, Wiesbaden und Frankfurt am Main. Sie besuchte das altsprachliche Lessing-Gymnasium, an dem sie das Abitur ablegte. Von 1964 bis 1968 studierte sie Germanistik, Kunstgeschichte und Philosophie an den Universitäten Mainz und Freiburg im Breisgau. Anschließend arbeitete sie als Dramaturgieassistentin beim Schauspiel Frankfurt sowie als freie Verlagslektorin und Übersetzerin. Von 1969 bis 1977 war sie Mitarbeiterin des Hessischen Rundfunks, insbesondere des Kulturmagazins ttt – titel, thesen, temperamente. Sie führte 1970 Regie beim Dreh des Filmes Pausenkatzen für den Hessischen Rundfunk.
Von 1967 bis zu dessen Tod im Jahr 1974 war sie mit dem Strafverteidiger Reiner Demski verheiratet. Seit 1977 lebt sie als freie Schriftstellerin in Frankfurt am Main.
Eva Demski war bis 1996 Mitglied des P.E.N.-Zentrums Deutschland, aus dem sie wegen der ihrer Meinung nach übereilten Vereinigung von ost- und westdeutschem PEN austrat.

## Auszeichnungen
- 1981: Preis der Klagenfurter Jury beim Ingeborg-Bachmann-Wettbewerb
- 1987: Kulturpreis der Stadt Regensburg
- 1988/89: Stadtschreiberin von Bergen
- 1990: Goetheplakette der Stadt Frankfurt am Main
- 1998/99: Frankfurter Poetik-Dozentur
- 2004: Goethe-Plakette des Landes Hessen
- 2005: Brüder-Grimm-Professur der Universität Kassel
- 2008: Preis der Frankfurter Anthologie
- 2018: George-Konell-Preis
- 2024: Friedrich-Stoltze-Preis

## Werke
- Goldkind. Roman. Luchterhand, Darmstadt 1979, ISBN 3-472-86472-9.
- Karneval. Roman. Hanser, München 1981, ISBN 3-446-13444-1.
- Scheintod. Roman. Hanser, München 1984, ISBN 978-3-446-14042-4.
- Hotel Hölle, guten Tag … Roman. Hanser, München 1987, ISBN 3-446-14992-9.
- Größenwahn und Engagement. Rede. Frankfurter Verlagsanstalt, Frankfurt am Main 1988.
- Unterwegs. Frankfurter Verlagsanstalt, Frankfurt am Main 1988, ISBN 3-627-10080-8.
- Käferchen & Apfel: Kleine Anleitung zum Lesen und Verschlingen. Frankfurter Verlagsanstalt, Frankfurt am Main 1989, ISBN 3-627-10081-6.
- Ein ganz anderer Weg auf die Wartburg. Rede zum 3. Oktober 1990, gehalten im Reichssaal der Stadt Regensburg. Frankfurter Verlagsanstalt, Frankfurt am Main 1990, ISBN 3-627-90050-2.
- Afra. Roman. Frankfurter Verlagsanstalt, Frankfurt am Main 1992, ISBN 3-627-10082-4.
- Katzenbuch, mit Zeichnungen von Tomi Ungerer. Frankfurter Verlagsanstalt, Frankfurt am Main 1992, ISBN 3-627-70001-5.
- Land & Leute. Essays und Erzählungen. Schöffling & Co, Frankfurt am Main 1994, ISBN 3-89561-000-3.
- Das Meer hört zu mit tausend Ohren. Sappho und die Insel Lesbos. Literarischer Reiseführer. Schöffling & Co, Frankfurt am Main 1995, ISBN 3-89561-543-9.
- Die Katzen von Montmartre, mit Ruth Westerwelle, Bildband. Nicolaische Buchhandlung, Berlin 1996, ISBN 3-87584-592-7.
- Venedig - Salon der Welt. Reisebericht. Schöffling & Co, Frankfurt am Main 1996, ISBN 3-89561-546-3.
- Das Narrenhaus. Roman. Schöffling & Co, Frankfurt am Main 1997, ISBN 3-89561-001-1.
- Zettelchens Traum oder „Warum sollte der Mensch nicht sein Geheimnis haben? Oder ein Tagebuch“. Frankfurter Vorlesungen. Schöffling & Co, Frankfurt am Main 1999, ISBN 3-89561-002-X.
- Mama Donau. Essay, Insel Verlag, Frankfurt am Main 2001, ISBN 3-458-34979-0.
- Das Karussell im Englischen Garten, mit Isolde Ohlbaum, Bildband. Hanser, München 2002, ISBN 3-7254-1253-7.
- Frankfurter Kontraste, mit Mirko Krizanovic, Bildband. Presse- und Informationsamt, Frankfurt am Main 2004, ISBN 3-921606-78-0.
- Von Liebe, Reichtum, Tod und Schminke. Essays. Schöffling & Co, Frankfurt am Main 2004, ISBN 3-89561-004-6.
- Das siamesische Dorf. Roman. Suhrkamp Verlag, Frankfurt am Main 2006, ISBN 3-518-41740-1.
- Gartengeschichten. Insel Verlag, Frankfurt am Main 2009, 2011, ISBN 978-3-458-35703-2.
- Der Rheingau. Hoffmann und Campe Verlag, Hamburg 2011, ISBN 978-3-455-50229-9.
- Rund wie die Erde: Kulinarische Geschichten. Insel Verlag, Berlin 2012, ISBN 978-3-458-35863-3 (= Insel-Taschenbücher, Band 4163).
- Frankfurt ist anders, Insel Verlag, Frankfurt 2014, ISBN 978-3-458-35978-4.
- Den Koffer trag ich selber. Erinnerungen. Insel Verlag, Berlin 2017, ISBN 978-3-458-17718-0.
- Neue Gartengeschichten. Insel Verlag, Berlin 2021, ISBN 978-3-458-17936-8.
- Mein anarchistisches Album. Insel Verlag, Berlin 2022, ISBN 978-3-458-17843-9.
- Plunderkammer. Insel Verlag, Berlin 2024, ISBN 978-3-458-64474-3.

### Herausgeberschaft
- Else Lasker-Schüler: Dein Herz ist wie die Nacht so hell. Frankfurt am Main 2002
- Margot: Tagebücher. Frankfurt am Main 1986
- Sylvia Plath: Johnny Panic und die Bibel der Träume. Frankfurt am Main [u. a.] 1991

### Übersetzungen
- Daniel Guérin: Anarchismus. 3. Auflage, Frankfurt am Main 1969 (zusammen mit Hans H. Hildebrandt)
- Sylvia Plath: Das Bett-Buch. Frankfurter Verlagsanstalt, Frankfurt am Main 1989, ISBN 3-627-10022-0.
- Carson McCullers: Süß wie 'ne Gurke und rein wie ein Schwein. Schöffling & Co, Frankfurt am Main 2005, ISBN 3-89561-019-4.